# Gencer
Gencer, auch Gençer, ist ein türkischer männlicher Vorname mit der Bedeutung „der junge Mann“. Die Form Gencer tritt auch als Familienname auf.

## Namensträger

### Vorname
- Gençer Cansev (* 1989),  türkischer Fußballspieler

### Familienname
- Göksel Gencer (1974–2019), türkischer Fußballspieler und -trainer
- Gültekin Gencer (* 1963), türkischer Unternehmer
- İlham Gençer (1922–2023), türkischer Jazzmusiker
- Leyla Gencer (1928–2008),  türkische Opernsängerin